# Glass Houses (film 1922)
Glass Houses è un film muto del 1922 diretto da Harry Beaumont che aveva come interpreti principali Viola Dana e Gaston Glass.

## Trama
Messa di fronte alla necessità di guadagnare da vivere dopo che lei e sua sorella Cicily hanno perso la loro eredità, Joy Duval si presenta a un'agenzia di collocamento. Viene assunta come dama di compagnia da zia Harriet che, per prima cosa, le affida il compito di riportare sulla retta via il nipote Billy Norton. I due giovani, ignari l'uno dell'altra, passano la notte insieme, chiusi dentro un garage. Si pensa che siano scappati e, per soffocare lo scandalo, vengono combinate le nozze riparatrici. Zia Harriet è deliziata da quel matrimonio e anche Billy è contento, scoprendo che la sposa è un'elegante ragazza piena di fascino. Per un malinteso che verrà però ben presto risolto, si crede che Joy possa essere Angel Face Ann, una nota ladra. L'equivoco viene chiarito quando la vera ladra viene catturata.

## Produzione
Il film, che fu prodotto dalla Metro Pictures Corporation, venne girato in esterni nella casa di Roscoe "Fatty" Arbuckle.

## Distribuzione
Distribuito dalla Metro Pictures Corporation, il film uscì nelle sale cinematografiche statunitensi il 6 marzo 1922. Il copyright del film, richiesto dalla Metro, fu registrato il 13 marzo 1922 con il numero LP17696.
Non si conoscono copie ancora esistenti della pellicola che viene considerata presumibilmente perduta.